# PPG Industries
PPG Industries est une entreprise chimique spécialisée dans les matériaux de construction, notamment les peintures, le chlore, l'hydroxyde de sodium, le chlorure de vinyle et le verre.
En ce qui concerne la peinture, elle exploite en France les marques Amercoat, Bondex, Decapex, Dip Etanch, Dyrup, Fer et sol, Peintures Gauthier, Gori, Guittet, Seigneurie, Ripolin, Sigma Coatings et Xylophène et Peinture de Paris,,.

## Histoire
En 1883, le Capitaine John B. Ford et John Pitcairn fondent la société Pittsburgh Plate Glass (PPG). Ils installent leur magasin à Creighton, en Pennsylvanie, le long de la rivière Allegheny, à environ 20 miles au nord de Pittsburgh. PPG devient le premier producteur de verre plat, épais et de grande qualité, des États-Unis, grâce à son procédé de fabrication unique. La société est donc la première au monde à fabriquer du verre plat en alimentant ses fours à fusion avec du gaz naturel produit localement. Cette innovation a rapidement permis d'étendre l'utilisation du gaz à brûlage de nettoyement comme fuel industriel.
En 1898, la société développe un procédé pour produire du verre plus fin avec le procédé de verre plat, élargissant ainsi l'utilisation de verre de haute qualité. À la fin du siècle, sa capacité de production de verre plat atteint près de 2 millions de mètres carrés par an, dépassant tous ses concurrents américains.
En 2008, PPG acquiert l'entreprise néerlandaise SigmaKalon pour 2,2 milliards d'euros, lui permettant de renforcer ses positions sur la peinture en Europe.
En décembre 2012, AkzoNobel vend ses activités nord-américaine dans la peinture décorative à PPG Industries pour 1,1 milliard de dollars.
En fin juin 2014, PPG annonce l'acquisition de l'entreprise mexicaine Comex pour 2,3 milliards de dollars, après une offre similaire de la part de Sherwin-Williams rejetée par les autorités de la concurrence mexicaines.
En 2016, PPG vend ses activités dans le verre plat à l'entreprise mexicaine Vitro pour 750 millions de dollars.
En 2017, PPG fait une offre d'acquisition de 26 milliards d'euros sur Akzo Nobel, après une première offre refusée par ce dernier. Finalement, en juin 2017, PPG retire son offre.
En 2020, l'entreprise annonce la fermeture à terme de son site sur Bezons, mais son plan de sauvegarde de l'emploi (PSE) est refusé par l'administration, décalant l'opération. Toutefois, au terme d'une procédure devant la juridiction administrative, l'homologation du PSE est définitivement validée en cassation par le Conseil d'État en décembre 2023.
En décembre 2020, PPG annonce l'acquisition de Tikkurila, une entreprise finlandaise, pour 1,1 milliard d'euros, offre qui est par la suite augmentée à 1,24 milliard d'euros.

## Référence
1. ↑  Répertoire mondial des LEI (base de données en ligne), consulté le 17 septembre 2024.
2. ↑  Polygon.io (firme), consulté le 20 février 2021.
3. ↑  Form 10-K (SEC filing).
4. ↑  « L'histoire du groupe | PPG France », sur fr.ppgrefinish.com (consulté le 6 juin 2016)
5. ↑  « Peinture : les huit marques du groupe PPG lancent un nuancier commun », sur Batiactu, 26 mars 2014 (consulté le 6 juin 2016)
6. ↑  « Dyrup racheté par PPG - Industrie/Négoce », sur www.lemoniteur.fr, 9 mai 2011 (consulté le 6 juin 2016)
7. ↑  « PPG Retail Europe », sur www.maisonbrico.com (consulté le 6 juin 2016)
8. ↑  « L'histoire du Groupe », sur ppgrefinish.com (consulté le 7 juin 2023).
9. ↑  PPG in talks to buy Dutch SigmaKalon for $3 bln, Reuters, 19 juillet 2007
10. ↑  AkzoNobel sells North American paint arm to PPG for $1.1 billion, Sara Webb et Gilbert Kreijger, Reuters, 14 décembre 2012
11. ↑  U.S. chemicals maker PPG to buy Mexico's Comex for $2.3 billion, Reuters, 30 juin 2014
12. ↑  Mexico's Vitro to buy PPG's flat glass unit for $750 million, Reuters, 21 juillet 2016
13. ↑  PPG raises offer for Akzo Nobel to $29 billion, Toby Sterling, Reuters, 24 avril 2017
14. ↑  PPG walks away from battle to buy Akzo Nobel, Toby Sterling, Reuters, 1er juin 2017
15. ↑  Francine Aizicovici, « A Bezons, la fermeture de l’usine PPG ne passe pas », Le Monde,‎ 21 mai 2021 (lire en ligne)
16. ↑  https://www.legifrance.gouv.fr/ceta/id/CETATEXT000048603283?dateDecision=&init=true&page=1&query=465656&searchField=ALL&tab_selection=cetat
17. ↑  « PPG to buy Finnish paint maker Tikkurila in a $1.35 billion deal », sur Reuters, 18 décembre 2020
18. ↑  (en) « PPG sweetens deal to buy Finnish paint maker Tikkurila for $1.52 billion », sur Reuters, 6 janvier 2021